# Enologija
Enologija (grč. οινος „vino“, λογος „riječ, govor“) je znanost o kultiviranju vinove loze, proizvodnje i čuvanja vina.
Enologija je istraživanje vina i njihove izrade od trenutka sadnje grožđa do arhiviranja vina. Sličan izraz enologu je "enofil", to je osoba koja je posvećena najviše procesu izrade vina. Vještina izrade vina seže još u doba starih Grka i do danas nije mnogo promijenjena, dok su najveće promjene došle su u smislu osuvremenjivanja tehnologije.